# 網球選手謝淑薇奧運教練問題事件
網球選手謝淑薇奧運教練問題事件是2016年夏季奧林匹克運動會中華台北代表團團員謝淑薇指控中華民國網球協會資源分配偏坦詹家選手而退出單打及雙打比賽。

## 背景
中華民國網球協會於2016年6月10日收到國際網球總會通知，在世界女子單打排行第72名的謝淑薇，取得該會的2016年夏季奧林匹克運動會網球比賽名額席次。而世界女子雙打第五名和第六名的詹詠然和詹皓晴，則是直接取得參賽權。同月18日，盧彥勳在保護排名當中，以世界男子單打排行第79名取得參賽資格。

## 經過
謝淑薇在2016年英國溫布頓網球錦標賽女子單打賽事出局後，於Facebook發文表示，如果沒有個人教練隨行，將不參加里約奧運。為了取得奧運基本資格，自費購買商務艙機票，並帶教練參加聯邦盃，以更好的狀態代表國家參賽，取得奧運資格外及取得好的名次。由於奥林匹克运动会的教練總量管制中，因此四人以下的代表團球隊，申請限制為一位名額。而2016年夏季奧林匹克運動會中華台北代表團已確定四位網球選手具有比賽資格，分別是男子單打盧彥勳、女子單打謝淑薇及女子雙打的詹詠然和詹皓晴。謝淑薇在臉書重申但沒有教練就不會參加里約奧運。中華民國網球協會秘書長劉中興表示，在教練團人選尚未確定，之後召開團本部會議敲定後，才會公佈最後代表隊名單。並委託盧威儒於7月1日，代表參加國際網球總會在英國溫布頓所召開的奧運網球比賽臨時會議，提出未能列入中華台北代表團之相關教練團人員，能夠申請到臨時的單日證件進入奧運比賽會場。另外，教育部體育署對於符合奧運資格的選手提撥新臺幣200萬元的訓練經費。

### 取得雙打資格

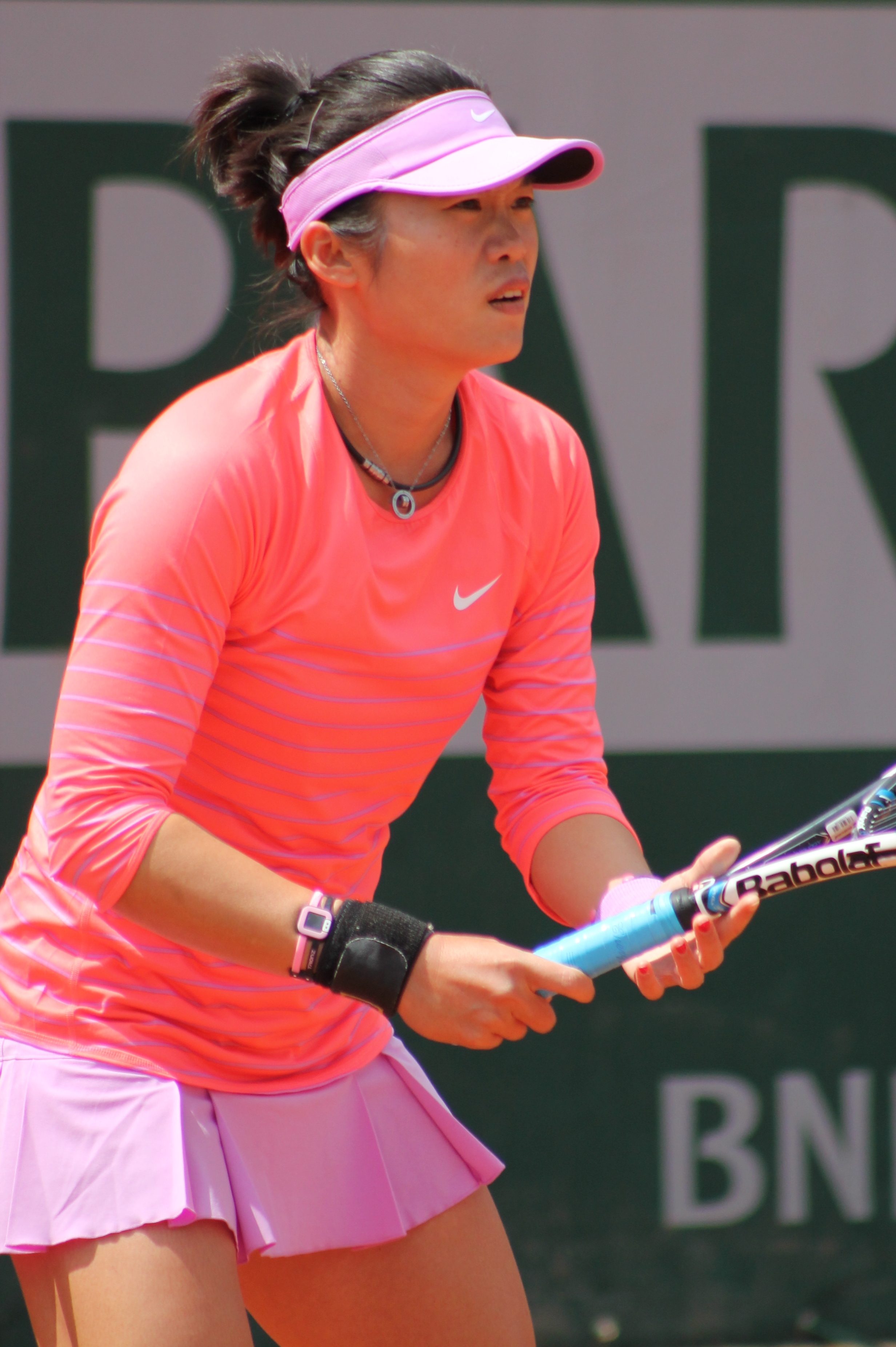
莊佳容

此屆夏季奧林匹克運動會網球比賽的資格審核是由國際網球總會所負責，是根據2016年6月6日倒推52週，在期間內各選手於比賽中所獲得的積分排名決定。依照統計結果，詹詠然和詹皓晴是女子雙打排名世界第5名，謝淑薇女子單打排名69名，盧彥勳男子單打排名75名。並在6月30日確定謝淑薇和莊佳容的女子雙打組合，可以參加2016年夏季奧林匹克運動會網球女子雙打比賽。謝淑薇在臉書專頁上回應如下：「今天奧運女雙最終結果出來了 薇與Chia-Jung Chuang 莊佳容也爭取到女雙席次。容容，到時候就妳當我教練我當妳教練，互相餵球調整狀態了！」同時，謝淑薇在臉書重申訴求，表示並非不參加里約奧運，而是要求有教練陪同。中華民國網球協會則認為，教練人數體育署尚未核定。

### 協商會議
針對奧運隨行教練名額之事，由謝淑薇父親謝子龍於七月五日與教育部體育署進行協商。會談結束後，謝子龍在臉書上也做出回應，繼續批評選拔教練方式不公。而中華民國網球協會秘書長劉中興表示，從2008年夏季奧林匹克運動會至今未變過教練遴選辦法。教育部體育署署長何卓飛表示，所有規定都是根據網協的執行，而規定必須以最新排名定。對於謝淑薇獎牌數比詹詠然多，何卓飛表示，現在要看最新排名，詹詠然排名世界第五，理應她優先。另外，競技組長洪志昌指出，已透過各種交換卡或節省職員，安排30多名教練。另外，謝淑薇在臉書回應： 「體育署洪組長給我們的回覆是＂單雙打一起評比，誰排名高，誰優先＂。如果以這樣的制度，那就是要我永不再接受國家徵召的意思了吧  薇覺得長期被霸凌...國家選派良人任位，卻任由底下的人操弄制度崩壞。為國參賽21年的國際級選手，台灣單雙打各項紀錄的保持人，經國際網總認證，剛為國爭光表現卓越的得獎人？這樣的結果，實在令人無言以對。」同月11日，教育部發出新聞稿回應該事件，而體育署釋出承諾此次中華台北代表團持有的3張P卡配額中，優先核予謝淑薇的教練名額。

### 謝淑薇召開記者會
2016年7月12日，謝淑薇於臺北市信義區君悅酒店下午兩點召開記者會，並使用Facebook直播，回應關於教練遴選辦法的質疑。在記者會中，謝淑薇提出有異議重點是在2004年夏季奧林匹克運動會、2008年夏季奧林匹克運動會和2012年夏季奧林匹克運動會過去網球比賽教練遴選辦法上，配額給予單打和雙打皆取得資格的選手優先；而2016年夏季奧林匹克運動會網球比賽更改為單打排名和雙打排名的最高者，可取得指導教練。並哽咽談起個人所遭受的不公平待遇，以及面對比賽身心承受極大壓力。對於想代表中華隊出征里約奧運的態度從未改變，也期待本屆能與莊佳容聯手再突破上屆成績。對於體育署前一天同意優先給謝淑薇教練P卡，並且確認P卡擁有的權利與福利都等同臺灣代表團團員，謝淑薇表示：「據我所知，奧運網球教練也不能進場內指導，但若有人能到健身房內幫我熱身和賽後調整，我就可以接受。」謝強調，體育署的美意她接受了，並指定哥哥謝政瀛當教練。教育部體育署表示，在該屆奧運會期間持有P卡的教練能夠支援訓練事宜，也與中華台北代表團教練待遇一致，且納入中華奧委會工作團裏。若仍有教練證不足的狀況，會以交換卡機制與代表團的教練隊職員證件，依照不同日期做轉讓。

### 放棄雙打資格
謝淑薇在7月20日表示於Facebook表示退出雙打比賽，並強調莊佳容將失去參賽資格，也會使盧彥勳失去主教練證。盧彥勳哥哥盧威儒對此事件回應，會擺出一樣的陣容過去，此次盧彥勳的教練是連玉輝。而中華民國網球協會也做出回應，認為謝淑薇此舉表示遺憾。另外，莊佳容的父親兼教練莊文騰表示，一切都按照奧運前備戰的方式做準備。另外，謝淑薇在7月22日寄出雙打退賽信件給奧運主辦單位，不過她電子郵件截圖僅有詢問是否可以email申請退賽，email內容為：「親愛的國際網球總會：這是奧運台灣隊謝淑薇，我想退出雙打，請讓我知道我是否可用email退賽。」中華民國網球協會對於此信件，要求謝淑薇要與協會、奧會等單位做雙向的溝通，若有任何需要申訴的地方，應回到管道發聲。而在7月31日國際網球總會發表的最新參賽名單上，仍有莊佳容及謝淑薇的雙打組合，2016年夏季奧林匹克運動會官方網站上亦顯示兩人保有雙打參賽資格。該事件持續擴大，不僅影響網球代表隊的士氣，也延燒至整個國家代表團，8月1日傳出，奧運代表團內部再度緊急砌商，不排除將謝淑薇除名。

### 宣布退出台灣網壇
謝淑薇在8月4日於Facebook專頁上留言宣布自留言日起正式自臺灣網壇退休，不再接受國家隊徵召。並表示與2016年夏季奧林匹克運動會中華台北代表團的副主席蔡賜爵及國家運動訓練中心執行長邱炳坤見面後，過程中受到蔡賜爵拍桌。同時，在文章附上了兩張照片，分別是中華民國網球協會秘書長劉中興以及國家運動訓練中心委員蘇嘉祥的私人臉書截圖，並對截圖中與自己有關的言論做出回應。同日，臺灣行政院發言人童振源在行政院院會後表示，對於謝淑薇在臉書上發表的文章，行政院院長林全已請行政院副院長林錫耀打電話給中華奧林匹克委員會主席林鴻道。在臺灣接受媒體訪問的謝子龍表示支持淑薇的決定之外，也透露早上才跟淑薇打了兩通電話，認為事情仍有轉圜。
中華民國總統府發言人黃重諺在8月5日表示，蔡英文總統已請行政院副院長林錫耀出面和中華奧林匹克委員會溝通。而行政院院長林全派教育部兵分兩路，與謝淑薇及她的家人協調。由教育部部長潘文忠搭飛機至巴西里约热内卢，謝淑薇以練球為由拒見，只能與謝政瀛溝通。另外，臺灣住院中的教育部體育署長何卓飛，前往台北市中正區凱撒大飯店與謝淑薇的家人見面。被謝淑薇指控拍桌的台灣奧運代表團副主席蔡賜爵也在同日向媒體還原其談話內容，表示教育部體育署雖已替謝淑薇申請P卡教練證給她哥哥兼教練謝政瀛，但謝淑薇不滿資源分配不公的問題，也表示不願住選手村，遭到代表團拒絕後引發口角所致。國家運動訓練中心執行長邱炳坤也表示，台灣代表團為安全考量，兩度以信函方式通知謝淑薇進住選手村，其中一次就在8月1日抵達里约热内卢加利昂國際機場時親自交給謝淑薇。而分配給謝淑薇住的選手村宿舍，是兩人一間的套房，與首度打入女子中量級拳擊比賽的運動員陳念琴同住一間。
中華民國政府與中華奧林匹克委員會試圖透過所有管道極力挽回僵局，然而在8月6日謝淑薇於Facebook專頁上表示，要求中華台北代表團公布的5分鐘談話內容錄音檔，及擔心中華台北代表團未提出申請退賽遭到罰款。對此邱炳坤回應，代表團與謝淑薇談話的全程沒有錄音紀錄。中華代表團也表示，對於比賽正式開打後選手未出賽，國際奧會不會有罰款問題。事件最終在同日由謝政瀛在Facebook上表示，感謝教育部潘文忠部長、奧會林鴻道主席前來會談，及總統蔡英文、行政院長林全的關心，但是協會處理事情的態度，已經無力參賽，維持退賽決定。

## 各界反應

### 政治界
- 民主進步黨立法委員許智傑在7月10日，要求教育部體育署針對專業教練的培養計畫，提出完整報告。[103]
- 民主進步黨立法委員管碧玲表示，將儘速檢討相關法規命令，讓執行國家資源的團體更多元，而不只限於單項協會；若協會體質不改，國家也不該繼續委託其來執行國家計畫，而要鼓勵其他真正有熱情、專業的團隊，別被這些協會綁死。[104]
- 民主進步黨立法委員鍾佳濱表示，體育不只是運動，更重要是能讓國家在國際政治、國際外交上有立足之地，奧運也該被視為展現國家軟實力的外交工作。如果政府這樣的遠景，在常設性經費挹注上，就必須捨得投資、放棄挖角等短線操作，別因執行單位是體育署，限縮了經費規模。[104]
- 中國國民黨副主席郝龍斌認為臺灣要檢討選訓制度、加強跟選手的溝通，並且清楚選手和國家間的權利義務。[105]

### 體育界
- 盧彥勳表示：「為國家、為球迷，都需要戰，我們無形當中都有些責任，希望可以做個好的典範。」「對任何事情有不滿，應該等到比賽結束後再坐下來好好討論。」 「愛國不愛國見仁見智，帽子不能亂扣。每個人都有自己的中心思想。」「我的中心思想是決定要參賽，就會盡全力去做，即使中間遇到一些困難，或是發生無法認可或接受的事情，還是會朝比較理智的方向去解決。」[106][107][108][109]

- 奧運金牌得主陳詩欣表示：即便制度面有所缺失或不公，都不該在此時此刻輕言放棄，畢竟奧運是運動員追求一生的最高殿堂，是榮譽也是責任，謝淑薇應該好好打完這次奧運，其他事情等到回國後再討論。[110][111]

- 奧運金牌得主陳怡安表示：「從小等於在左訓中心長大，像是國家的孩子。網球情形我不是很了解，至少跆拳道這部分國家幫助很多。當然跆拳道不像網球是職業化運動，狀況沒有那麼複雜，可能謝淑薇也有她的苦衷，希望能圓滿解決。」[112]

- 奧運獎牌得主黃志雄表示：「應該受了蠻大的委屈，但我也覺得這句話也嚴重了，你代表國家出去當然就是代表國家。」[113]

- 奧運舉重教練蔡溫義表示： 「這種問題不應該，體育再有多好的成績，還是要重於教育兩個字，不要忽略了教育。特別是在這種緊要關頭，不管怎麼樣，我們要喜愛我們自己的國家」[114]

- 奧運羽球教練張政雄表示，支持謝淑薇對制度不滿發聲，但不認同時機點，每個協會都可能有各種狀況，但是現在這個時候搞成這樣，人家怎麼看我們，真的支持她去點出問題點，但時機真的不對，吵成這樣難說誰對誰錯，但問題要能解決才是對的。[114]

### 娛樂界
- 邱瓈寬回應人氣部落客Jeff Ko柯志遠批評謝淑薇「這節骨眼上打擊團隊士氣，算什麼英雄好漢」的文章表示：「是！也影響一直很努力的莊佳容！給妳世界冠軍也不削（屑）妳啦…」[115][116]。「制度當然值得討論，可是榮譽不只是個人的 國家你可以當作不存在，但你本來的搭檔呢？」。邱並引述長頸鹿的故事，諷刺謝淑薇「只會想到自己」[117]。

- 炎亞綸表示，台灣飛人陳信安追NBA夢時籃協如此，如今謝淑薇奧運時網協如此，當大家試圖與體制和平時相處時，卻換得藐視與不尊重，當有人勇敢與體制反抗時我們卻成了異類，而且無情打壓。[118][119]

## 影響
中華奧林匹克委員會的副主席蔡賜爵因事件被翻出在2012年曾擔任負責人的運佳旅行社，並受到監察院介入調查。隔年調查報告出爐，證實中華台北代表團及考察團出國運輸採購案，大多數僅運佳旅行社一家廠商參與投標，且部分採購案未待公告期結束即最後一天就開標。並在2016年8月4日，民主進步黨立法委員黃國書和許智傑，以及國民黨立法委員兼中華職業棒球大聯盟會長吳志揚表態回應，由於中華奧林匹克委員會官員不具公務員身分，因此不適用「公職人員利益衝突迴避法」，但將奧運相關生意交由個人經營的旅行社，易惹人非議及社會觀感不佳。

## 後續發展
父親謝子龍在《寶島全世界》廣播節目專訪中說到為什麼謝淑薇要爭教練證，因為奧運教練可以讓謝淑薇的哥哥謝政瀛將來有機會在大學任教。如果錯過這一次奧運，哥哥謝政瀛可能一輩子都沒有機會，因為謝淑薇就剩這一次奧運。
在謝淑薇退出2016年夏季奧林匹克運動會的網球女子的雙打比賽暨單打比賽，國際網球總會於巴西里约热内卢賽場的通訊部門高層芭芭拉·崔維茲（Brabara Travers）於8月7日表示，謝淑薇將不會面臨國際網總的處分。2016年夏季奧林匹克運動會中華台北代表團團長陳士魁表示，剩下事情將等返國後的總檢討會再做決定，現階段在正全力協助其他參賽選手。頂替謝淑薇網球女子單打比賽由捷克代表團的網球選手露絲·哈迪卡；頂替網球女子雙打比賽籤表則由比利時代表團的網球選手克斯汀·弗利普肯斯和雅尼娅·维克梅耶尔。

### 謝淑薇
紀錄片導演鍾權在2016年8月5日謝淑薇遞出申請退出里約奧運球賽的同一天，將謝淑薇的紀錄片《冠軍之旅》上傳至影片分享網站youtube。同月12日，在尚未離開巴西里約熱內盧的謝淑薇於Facebook表示，在開賽前就不屬於中華台北代表團。並在同月16日謝淑薇離開2016年夏季奧林匹克運動會場於Facebook表示，在各式各樣的里程皆已達成，獨缺一面奥林匹克运动会金牌。謝淑薇在同月23日在Facebook呼籲中華民國總統蔡英文落實2015年時所提出的體育政見。對此，中華民國總統府發言人黃重諺表示，蔡總統很重視運動員，行政院也已經成立體育運動發展委員會，有整套的政策規劃。
台灣網球選手謝政鵬在2016年12月9日公佈中華民國網球協會寄來的電子信件，徵詢謝淑薇關於2017年聯邦盃國家隊選拔的出賽意願，而信中的名單未有詹詠然和詹皓晴兩人，對此謝淑薇和謝政鵬都質疑網球協會的選拔辦法。最終中華民國網球協會表示，信中的選手名單是與正式排名無關，僅依照行政程序作業。

### 莊佳容
雙打搭檔莊佳容因被迫棄賽，委屈爆發在柯志遠Facebook上大吐苦水，甚至罵出髒話洩憤，而邱瓈寬也留言回應兩人。留言事後，莊佳容在臉書為不雅字眼而道歉，並聲明她雙打排名比謝淑薇高，駁斥外界質疑她「搭便車」。另外，謝子龍接受專訪時表示，網協選訓委員蘇嘉祥先前在臉書說謝淑薇是4位女選手排名最差的一位，如果要給P卡，也應該是由莊佳容指定。謝子龍說這造成了謝淑薇和莊佳容兩人的嫌隙。謝子龍說：「如果今天我們是第二第三，不給我們卡就算了，我們也不會去爭，但是今天我是第一，卻受到的是第二第三的待遇，當下告訴他們這個制度有缺陷，也和對方溝通好制度要改正，原本火都熄了，蘇嘉祥卻在臉書這樣說，也造成了莊佳容和謝淑薇的嫌隙。」謝淑薇則在8月11日於Facebook上，回應網友關於莊佳容被迫棄賽的問題。

### 詹詠然
周刊報導，謝淑薇棄賽背後真正原因是來自不滿臺灣網球選手詹詠然長期獲得較多的關愛和資源，而在奧林匹克運動會中華台北代表團副主席蔡賜爵對謝淑薇拍桌當日，其中的對話內容也提到了「詹詠然」。謝淑薇曾在臉書痛批新聞媒體業者，吃個某家人請的晶華酒店宴席加馬屁，以及中華民國網球協會秘書長劉中興和選訓委員蘇嘉祥都認為她的網球排名不佳。另外，謝淑薇的父親謝子龍也表示，聽過一些詹家和網協有某種默契的相關內幕，但並未持有相關證據。
然而，2017年詹詠然代表國家參賽，卻退賽而趕赴紐約為個人職業之美網賽做準備，引發背信風波，代表隊的記者會上，教練之發言間接證實詹家會對賽事下指導棋。

### 教育部體育署
教育部體育署署長何卓飛在2017年3月2日退休後，監察院教育及文化委員會於同月16日通過監察委員仉桂美、王美玉的提案，糾正教育部體育署的競技運動人才培訓輔導小組，對中華民國網球協會的「里約奧運選手培訓參賽實施計畫、代表隊教練及選手遴選辦法」是以電子郵件方式討論定案，不符合議事規則及報請中華民國教育部核定之程序，也未規範提報相關的公告期限，並延宕至2016年3月16日才由國家運動訓練中心同意備查。最終在2016年5月27日僅以電子郵件通知參賽選手，導致謝淑薇質疑2016年夏季奧林匹克運動會中華台北代表團網球教練選拔標準不公平因而退賽，影響代表團整體備戰規劃及團隊士氣，也未督促國家運動訓練中心專案辦理培訓措施。另外，體育署副署長林哲宏表示，會向中華民國網球協會瞭解相關流程，並討論改進空間。